# Spry
Spry — открытый AJAX фреймворк, разработанный компанией Adobe Systems для быстрого и удобного создания RIA. В отличие от большинства других фреймворков (например, Dojo и Prototype) Spry в большей степени ориентирован не на интернет-программистов, а на дизайнеров.

## Компоненты
- Spry Effects — анимационные эффекты: передвижение, затенение, изменение размеров, подсветка и т. п.
- Spry Data — связывание информации с HTML разметкой, использующее простой синтаксис. Spry использует XPath JavaScript библиотеку Google для конвертирования XML в объекты JavaScript. Также он может работать с HTML и JSON.
- Spry Widgets — средство для разработки элементов интерфейса, а также набор предустановленных элементов.

## Версии
Spry 1.5 вышла 17 мая 2007 года, актуальная версия — 1.6.1.
29 августа 2012 года Adobe анонсировала, что больше новых версий не будет, исходники для разработчиков есть на GitHub.

## Использование
Spry интегрирован в Dreamweaver CS3 — CS6. Существует множество слухов о том, как и где ещё будет использоваться Spry.